# کاکتوس‌های مهتابی
کاکتوس‌های مهتابی (نام علمی: Harrisia) نام یک سرده از زیرخانواده کاکتوس‌واریان است.